# Найдек Леонтій Іванович
Леонтій Іванович Найдек (29 червня 1907, Нижньодніпровськ — 18 червня 1992, Київ) — український радянський партійний і державний діяч, секретар ЦК КПУ. Обирався депутатом Верховної Ради СРСР 4—6-го скликань. Депутат Верховної Ради УРСР 2—5-го і 9-го скликань. Член ЦК КПУ в 1952–1966 роках. Член Президії ЦК Комуністичної партії України з 4 грудня 1957 по 16 лютого 1960 року. Кандидат у члени ЦК КПРС у 1956–1961 роках.

## Біографія
Народився 29 червня 1907 року на станції Нижньодніпровськ на Катеринославської губернії (нині в межах міста Дніпра) в родині робітника. Українець.
З 1921 року — наймит, робітник Катеринославського міськкомунгоспу. У 1924 році вступив до комсомолу. З 1925 року — слюсар Катеринославського металургійного заводу імені Карла Лібкнехта. З 1927 року — на комсомольській, партійній роботі.
Член ВКП(б) з 1929 року.
У 1929–1930 роках служив в Червоній армії.
З 1931 року — секретар комітету ЛКСМУ Дніпропетровського заводу «Комінтерн», завідувач відділу Дніпропетровського міського комітету ЛКСМ України, голова апеляційної комісії Дніпропетровського окружного комітету ЛКСМУ, секретар Долинського районного комітету ЛКСМУ, секретар Нікопольського міського комітету ЛКСМУ Дніпропетровської області. Закінчив річні курси марксизму-ленінізму.
У 1936–1938 роках — секретар Василівського районного комітету КП(б)У Дніпропетровської області.
У 1938–1939 роках — завідувач відділу керівних партійних органів Одеського обласного комітету КП(б)У. У березні 1939–1941 роках — секретар Одеського обласного комітету КП(б)У з кадрів.
З 1941 року — старший інструктор Політуправління Південного фронту. З 1943 року — старший помічник начальника Управління кадрів Українського штабу партизанського руху. У 1943 – квітні 1944 року — заступник начальника Управління (відділу) кадрів Українського штабу партизанського руху.
У квітні 1944 — вересні 1945 року — секретар Одеського обласного комітету КП(б)У з кадрів. У вересні 1945 — вересні 1949 року — 2-й секретар Одеського обласного комітету Компартії України.
У вересні 1949–1952 роках навчався у Київській Вищій партійній школі при ЦК КП(б)У. З липня до вересня 1952 року — інспектор ЦК КП(б)У.
З вересня 1952 до 17 серпня 1955 року — 1-й секретар Кіровоградського обласного комітету Компартії України. З 13 серпня 1955 до 11 січня 1958 — 1-й секретар Одеського обласного комітету Компартії України.
З 4 грудня до 26 грудня 1957 року — секретар ЦК Компартії України. З 26 грудня 1957 до 16 лютого 1960 року — 2-й секретар ЦК Компартії України.
З 6 лютого 1960 до січня 1963 року — 1-й секретар Черкаського обласного комітету Компартії України. З січня 1963 до грудня 1964 року — 1-й секретар Черкаського сільського обласного комітету Компартії України.
У грудні 1964 — листопаді 1965 року — заступник голови Комітету партійно-державного контролю ЦК Компартії України та Ради Міністрів Української РСР. У листопаді 1965 — жовтні 1966 року — заступник міністра меліорації і водного господарства Української РСР із кадрів. У жовтні 1966–1972 роках — заступник голови Комітету народного контролю Української РСР.
У 1972–1976 роках — голова Партійної комісії при ЦК Компартії України.
З 27 вересня 1952 по 15 березня 1966 року був членом ЦК Компартії України. З 25 лютого 1956 по 17 жовтня 1961 року — кандидатом в члени ЦК КПРС. 

Могила Леонтія Найдека

Помер у Києві 18 червня 1992 року. Похований на Байковому кладовищі.

## Нагороди
- орден Леніна (28.06.1957)
- орден Жовтневої Революції (02.03.1976)
- два ордени Вітчизняної війни 2-го ступеня (02.05.1945; 6.04.1985)
- три ордени Трудового Червоного Прапора (23.01.1948; 26.02.1958; 03.09.1971)
- орден Дружби народів (27.06.1987)
- орден Червоної Зірки (05.01.1944)
- орден «Знак Пошани» (23.06.1966)
- медаль «За бойові заслуги» (24.12.1942)
- медаль «За трудову доблесть» (25.12.1959)
- медаль «Партизану Вітчизняної війни» 1-го ступеня (25.10.1944)
- медаль «За оборону Одеси»
- медаль «За оборону Сталінграда»